# ウマル・ソレ
ウマル・ミカエル・ソレ・ボマウォコ（フランス語: Oumar Mickael Solet Bomawoko、2000年2月7日 - ）は、フランスと中央アフリカ共和国のサッカー選手。レッドブル・ザルツブルク所属。ポジションはディフェンダー（センターバック）。

## クラブ歴
スタッド・ラヴァルの下部組織出身。2017年8月4日にフランス全国選手権でフル出場し選手初出場。
2018年1月22日にリーグ・アンのオリンピック・リヨンに55万ユーロのレンタル料で期限付き移籍、この時に更に55万ユーロで完全移籍、またその次の移籍の際に移籍金の20%、但し最大で200万ユーロまでがラヴァルに入るオプションがつけられた。同年夏にリヨンに完全移籍。
2020年7月17日、レッドブル・ザルツブルクと2025年までの契約を結んだ。

## 代表歴
フランスU-17代表として2017 FIFA U-17ワールドカップに参加した。

## タイトル
レッドブル・ザルツブルク
- ÖFBカップ : 2020-21
- ブンデスリーガ : 2020-21